# Eppur si muove

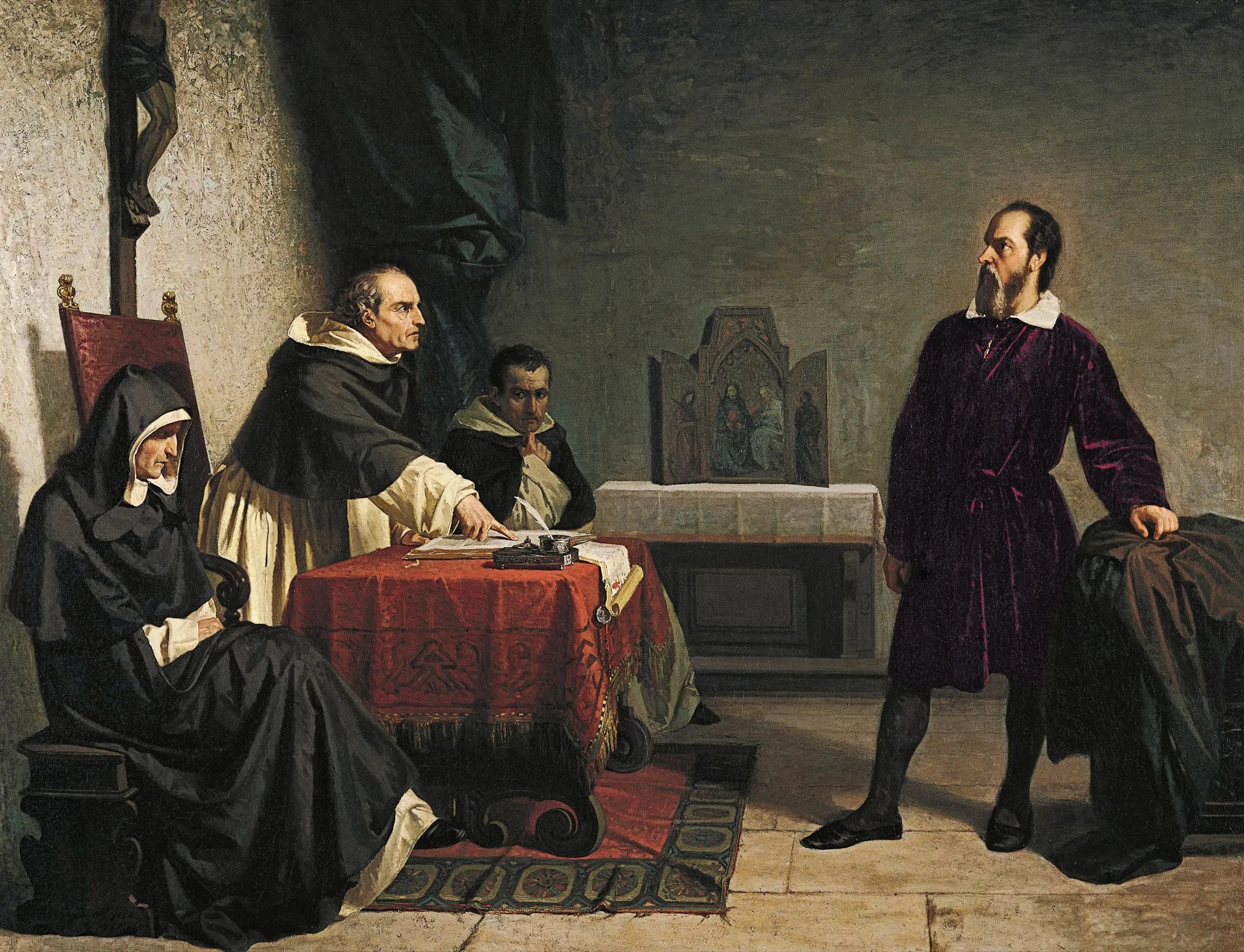
Galileusz przed rzymską inkwizycją
Cristiano Banti, 1857

Eppur si muove (lub E pur si muove, z wł. A jednak się kręci) – słowa według legendy wypowiedziane szeptem przez Galileusza w roku 1633 gdy stanął przed sądem inkwizycji rzymskiej. 
Galileusz miał w ten sposób wyrazić przekonanie, że to Ziemia krąży wokół Słońca, choć wcześniej publicznie musiał się wyrzec swoich poglądów. Zdanie to pojawia się na obrazie datowanym na rok 1643/4 przedstawiającym Galileusza w lochu. W piśmie zostało ono odnotowane przez  Giuseppe Barettiego w jego pracy Italian Library w roku 1757 oraz opublikowane w Querelles Littéraires w roku 1761.